# Burgstall Rothenbürg
Der Burgstall Rothenbürg bezeichnet eine abgegangene Höhenburg im Ortsteil  Rothenbürg  der oberpfälzer Stadt Tirschenreuth im Landkreis Tirschenreuth in Bayern. Der Burgstall ist vermutlich im 12. Jahrhundert in der Frühzeit der Besiedlung der regio egere errichtet worden. Die Anlage wird als Bodendenkmal unter der Aktennummer D-3-6139-0002 im Bayernatlas als „mittelalterlicher Burgstall“ geführt. 

## Geschichte
Der Burgstall wird 1332 erstmals im Zusammenhang mit der zweiten Lengenfelder Fehde erwähnt. Das Gebiet war Teil der diepoldingischen Schenkung von 1135 an das Kloster Reichenbach. Bei der Lengenfelder Fehde ging es um eine Auseinandersetzung zwischen dem Kloster Waldsassen und den Lengenfeldern. Heinrich von Lengvelt hatte Lengenfeld und Rothenbürg an seinen Schwager Dietrich Protschrein verpfändet und musste nach dem Schiedsspruch des Ortlieb des Zengers, Chunrad des Smidgadmers und Gotfried Cleistentaler diese wieder an das Kloster zurücklösen. 1337 wird für Rotenpuerge derselbe Vogt bestellt wie für Lengenfeld, nämlich Otto Trautenberger zu Reuth.
Der Burgstall liegt auf einer bewaldeten Kuppe 250 Meter nordnordöstlich der Ortsmitte von Rothenbürg unmittelbar oberhalb des Ortes und kann auf einem Weg erreicht werden. Die hier befindliche Felsengruppe war von allen Seiten mit einem Wall und Graben umgeben, der im Süden teilweise durch den steilen Abfall unnötig war. Im Westen waren noch ein weiterer Halsgraben und ein breiter Wall vorgelagert. Am Südhang ist der Felsgruppe eine Berme vorgelagert. Der Zugang zu der Felsgruppe erfolgt vom Westen her. Das Plateau auf der Felsgruppe ist künstlich hergestellt worden und weist seichte Gruben auf. 1823 war hier noch von einer Ruine Rothenbürg die Rede, heute ist kein aufgehendes Mauerwerk mehr vorhanden. Im Bereich der Burg wurde hochmittelalterliche Keramik gefunden.